# Dmitrij Wybornow
Dmitrij Borisowicz Wybornow (ros. Дмитрий Борисович Выборнов; ur. 23 lutego 1970) – rosyjski bokser, brązowy medalista mistrzostw Europy w roku 1996, reprezentant Rosji na Letnich Igrzyskach Olimpijskich 1996 w Atlancie.

## Reprezentacja ZSRR
W lutym 1990 reprezentował ZSRR w kategorii średniej, uczestnicząc w Pucharze Świata 1990 w Hawanie. Rosjanin odpadł w 1/8 finału, przegrywając wyraźnie na punkty (0:5) z Kubańczykiem Orestesem Solano. W czerwcu 1990 zwyciężył w Pucharze Kanady 1990, wygrywając w finale kategorii średniej z Kubańczykiem Jorge Robertem. W 1991 zdobył brązowy medal w kategorii średniej na Mistrzostwach ZSRR, które odbywały się w Kazaniu.

## Reprezentacja Rosji
W maju 1993 reprezentował Rosję na mistrzostwach świata w Tampere. W 1/16 finału mistrzostw świata pokonał na punkty (8:5) reprezentanta Węgier Zoltána Béresa, brązowego medalistę olimpijskiego z Barcelony w roku 1992. W 1/8 finału przegrał na punkty (7:17) z Kubańczykiem Ramónem Garbeyem, odpadając z rywalizacji. W marcu 1995 został wicemistrzem Rosji w kategorii półciężkiej. W finale przegrał z Jewgienijem Makarienką.
Na przełomie marca a kwietnia 1996 był uczestnikiem mistrzostw Europy w Vejle. Rywalizację w kategorii półciężkiej rozpoczął od zwycięstwa w 1/16 finału nad Belgiem Rudim Lupo. W 1/8 finału pokonał reprezentanta Szwecji Ismaela Koné, wygrywając wyraźnie na punkty (7:0), a w ćwierćfinale reprezentanta Danii Briana Lentza, wygrywając na punkty (7:2). W półfinale Rosjanin przegrał na punkty (5:8) z Włochem Pietro Aurino, zdobywając ostatecznie brązowy medal. Brązowy medal zapewnił mu udział na Letnich Igrzyskach Olimpijskich w Atlancie.
Na Letnie Igrzyska Olimpijskie 1996 w Atlancie rywalizował w kategorii półciężkiej. Wybornow odpadł już w pierwszej rundzie, przegrywając z reprezentantem Stanów Zjednoczonych Antonio Tarverem. W klasyfikacji końcowej kategorii półciężkiej zajął 17. miejsce.